# Luigi Mele (regista)
Luigi Mele (Napoli, ... – 1921) è stato un attore e regista italiano.

## Filmografia

### Regista
- La campana muta (1914)
- La redenzione di Raffles (1914)
- Il supplizio dei leoni (1914)
- La vita per il Re (1914)
- Zirka (1914)
- La regina Mezurka (1914)
- Verso la vittoria (1915)
- Fiamma tra le fiamme (1917)
- Occhi consacrati (1918)
- Occhi consacrati (1919)
- Lotte nell’aria (1920)
- La più bella donna del mondo (1920)
- Grand Prix (1920)
- Il tempio del sacrificio (1920)
- Naufragio (1921)
- L’asso di picche (1921)
- La canzone dell'odio e dell'amore (1921)

### Attore
- Giulio Cesare, regia di Giovanni Pastrone (1909)
- I promessi sposi, regia di Ubaldo Maria Del Colle (1913)
- Jone ovvero gli ultimi giorni di Pompei, regia di Ubaldo Maria Del Colle e Giovanni Enrico Vidali (1913)
- Il carabiniere, regia di Ubaldo Maria Del Colle ed Ernesto Maria Pasquali (1913)
- La figlia del brigante (1913)
- Spartaco,regia di Giovanni Enrico Vidali (1913)
- Tempesta di anime (1913)
- L'ordinanza, regia di Umberto Paradisi (1914)
- La confessione, regia di Umberto Paradisi (1914)
- Il supplizio dei leoni, regia di Luigi Mele (1914)
- La vita per il Re, regia di Luigi Mele (1914)
- Il film rivelatore, regia di Umberto Paradisi (1914)
- Bacio di morte, regia di Giovanni Casaleggio (1916)
- Fiamma tra le fiamme, regia di Luigi Mele (1917)
- Occhi consacrati, regia di Luigi Mele (1919)